# 納粹德國空軍集中營衛兵

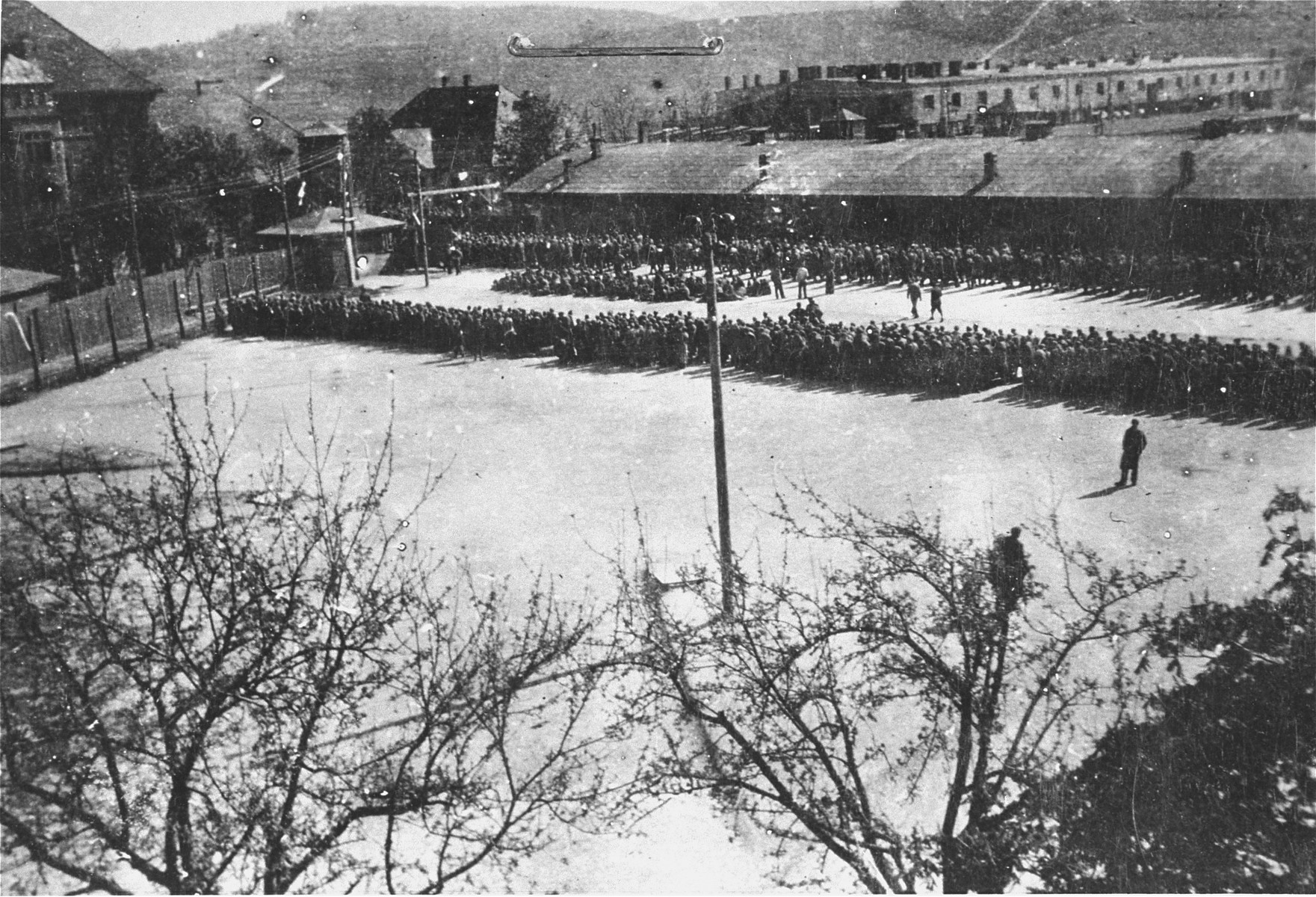
在梅爾科營（Melk）受點名的新晉人員。這座隸屬毛特豪森-古森集中營分營的多數衛兵都是來自德國空軍的士兵。

在二戰期間，納粹德國空軍曾向多處集中營派遣人員當員工，同時也派衛兵看守其他多處集中營。利用強制勞動的集中營經常由使用相關產品的德意志國防軍部隊所經營；此外，在1944年中期，因為衛兵短缺之故，德意志國防軍也曾向集中營派遣大約10,000名士兵，其中包括多名來自空軍的士兵。

## 集中營操作
在戰爭結束時，有大約2,700名空軍士兵在布亨瓦德集中營擔任衛兵。弗洛森比格集中营、米特堡-朵拉集中营、及納特茲維萊－施度地和夫集中營（Natzweiler-Struthof）等的主營地也有多名空軍出身的衛兵。
1943年晚期，空軍在奧斯威辛集中營第一營以及奧斯威辛集中營比克瑙第二營之間開設了一座回收場（德語：Zerlegebetrieb），其中有大約1,300名囚犯被強迫從事回收損壞到無法修復的納粹空軍與盟軍飛機的殘骸的工作。這些囚犯受空軍人員監視、並受黨衛軍看守。盡管很多空軍士兵為囚犯偷渡信件與提供食物，但其指揮官，一名空軍少校，曾用鋁管毆打囚犯。這些囚犯住在比克瑙，並在每天早上被迫行進至回收場，他們僅在氣溫低於−15 °C（5 °F）時才獲准停止工作。多數的這些勞工都是波蘭與蘇聯戰俘，其中蘇聯戰俘因其經常試圖逃跑而聞名。由於拆解飛機殘骸時常常能得到有價值的東西之故，囚犯常常試圖將這些東西偷渡回比克瑙以交易必需品。由於惡劣的工作條件和工安意外之故，囚犯的死亡率很高。一座位於奧斯威辛集中營莫諾維第三營的對空武器工廠有空軍出身的員工，空軍也提供防空部隊以保護莫諾維集中營內的工廠免受空襲。到了1944年初期，奧斯威辛集中營內有大約1,000名空軍出身的衛兵。
空軍出身的衛兵被認為比黨衛軍還來得稍微不血腥，在一些狀況下，他們也會嘗試改善集中營囚犯的生活條件；然而實際上，空軍出身的衛兵一樣經常虐待囚犯，像例如空軍技師經常強迫囚犯去處理未爆彈、拆其引信；空軍士兵也曾在死亡行軍時處決囚犯，也曾在毛特豪森-古森集中營的子集中營維也納紐多夫營（Wiener Neudorf）酷刑虐待及殺害囚犯。對於後者，負責該處集中營空軍士兵的空軍上尉Ludwig Stier在1947年被美國軍法庭判處死刑並執行。

## 以空軍為衛兵主力之集中營列表
- 布亨瓦德集中營子營（英语：List of subcamps of Buchenwald）：姆爾豪森營（Mühlhausen）[18]與施打拉13維尼哥羅地營（Stalag-13 Wernigerode）[19]
- 達豪集中營子營（英语：List of subcamps of Dachau）：和高營（Horgau）、[20]費聲營（Fischen）、[21]奧多布倫營（Ottobrunn）、[22]施棣芬科生營（Stephanskirchen）、[23]與蘇達爾菲地營（Sudelfeld）[24]
- 弗洛森比格集中營子營（英语：List of subcamps of Flossenbürg）：阿達韓默營（Altenhammer）、[25]何來生營（Holleischen）、[26]科漢營 （Kirchham）、[27]來弟美里茲營（英语：Leitmeritz concentration camp）[28]及聖米海爾穆森營（Mülsen St. Micheln）[29]
- 哥羅斯－羅森集中營子營（英语：List of subcamps of Gross-Rosen）：布利哥營（Brieg）[30]及基多利茲多來本營（Kittlitztreben）[31]
- 荷佐根布施集中營子營（英语：List of subcamps of Herzogenbusch）：布萊大營（Breda）、[32]吕伐登營（Leeuwarden）[33]及雯羅營（Venlo）[34]
- 荷佐地集中營子營：藍根迪巴哈第一營及第二營（Langendiebach I and II）、[35]美茵茲－分地橫營（Mainz-Finthen）、[36]美茲豪森營（Merzhausen）、[37]瑟利根施達營（Seligenstadt）[38]及烏興根營（Usingen）[39]
- 毛特豪森-古森集中營子營：古森第二營（英语：Gusen concentration camp）、[40]梅爾科營（Melk）、[41]維也納紐多夫營（Wiener Neudorf）、[1]及施威哈地營（Schwechat）。[42]
- 梅萊茨集中營[43]
- 米特堡-朵拉集中营（英语：Mittelbau-Dora concentration camp）子營（英语：Mittelbau-Dora concentration camp）：哀立熙營（Ellrich）、[44]軍子羅地營（Günzerode）[45]
- 納特茲維萊－施度地和夫集中營子營（英语：List of subcamps of Natzweiler-Struthof）：柯亨－布魯地營（Cochem-Bruttig）、[46]哀清根營（Erzingen）、[47]海爾芬根機場（Hailfingen airfield，其中有將近兩百名囚犯死亡）、[48]內科雷爾茲第一營和第二營（Neckarelz I and II）[49]及曼海姆－瓦多和夫營（Mannheim-Waldhof）[50]
- 諾恩乾母集中營子營（英语：List of subcamps of Neuengamme）：貝恩多夫營（Beendorf）、[51]布萊梅營（Bremen）、[52]布萊梅－歐巴海地（Bremen-Obernheide）、[53]葛爾頓柯亨營（Kaltenkirchen）[54]及梅本－達倫營（Meppen-Dalum）[55]
- 一座位於諾威斯威倫（Nowy Swierzen）隔都附近的強制勞動營。[56]
- 拉文斯布呂克集中營子營（英语：List of subcamps of Ravensbrück）：卡爾斯哈根第一營及第二營（Karlshagen I and II）[57]
- SS-包布理嘉登集中營（SS-Baubrigaden）：在德據法國中有十三個營地有V-1火箭建造場。[58]
- 薩克森豪森集中營子營（英语：List of subcamps of Sachsenhausen）：馬肯羅地營（Mackenrode）、[59]扭嵙溪營（Nüxi）[60]和威打營（Wieda）。[61]
- 施圖特霍夫集中營子營：葛道恩營（Gerdauen）、[62]海利根貝爾營（Heiligenbeil）、[63]也掃營（Jesau）、[64]不勞施地營（Praust）、[65]施本貝爾營（Schippenbeil）[66]及色來本營（Seerappen）。[67]

### 註解
1. 1 2 3  USHMM 2009，第955頁.
2. ↑  Blatman 2011，第371頁.
3. ↑  USHMM 2009，第291頁.
4. ↑  USHMM 2009，第568頁.
5. ↑  USHMM 2009，第969頁.
6. ↑  USHMM 2009，第1010頁.
7. ↑  Rawson 2015，第38頁.
8. ↑  Auschwitz Study Group.
9. ↑  USHMM 2009，第222頁.
10. 1 2  Langbein 2005，第280頁.
11. ↑  Auschwitz-Birkenau Memorial and Museum.
12. ↑  Uziel 2011，第54頁.
13. ↑  USHMM 2009，第533, 623, 648, 649, 834, 835, 837, 936, 984, 1023, 1059, 1454頁.
14. ↑  USHMM 2009，第391, 533, 570, 641, 1059, 1152, 1248, 1464, 1478頁.
15. ↑  USHMM 2009，第336, 402, 702, 821, 1365, 1368, 1426頁.
16. ↑  USHMM 2009，第641頁.
17. ↑  USHMM 2009，第956頁.
18. ↑  USHMM 2009，第396頁.
19. ↑  USHMM 2009，第437頁.
20. ↑  USHMM 2009，第453頁.
21. ↑  USHMM 2009，第493頁.
22. ↑  USHMM 2009，第533頁.
23. ↑  USHMM 2009，第547頁.
24. ↑  USHMM 2009，第550頁.
25. ↑  USHMM 2009，第570頁.
26. ↑  USHMM 2009，第615頁.
27. ↑  USHMM 2009，第623頁.
28. ↑  Skriebeleit 2007，第174頁.
29. ↑  USHMM 2009，第640頁.
30. ↑  USHMM 2009，第717頁.
31. ↑  USHMM 2009，第754頁.
32. ↑  USHMM 2009，第820頁.
33. ↑  USHMM 2009，第820-1頁.
34. ↑  USHMM 2009，第821頁.
35. ↑  USHMM 2009，第834頁.
36. ↑  USHMM 2009，第834-5頁.
37. ↑  USHMM 2009，第837頁.
38. ↑  USHMM 2009，第839-40頁.
39. ↑  USHMM 2009，第840頁.
40. ↑  Mauthausen Memorial.
41. ↑  USHMM 2009，第936頁.
42. ↑  USHMM 2009，第962頁.
43. ↑  USHMM 2009，第870頁.
44. ↑  USHMM 2009，第979頁.
45. ↑  USHMM 2009，第1379頁.
46. ↑  USHMM 2009，第1020頁.
47. ↑  USHMM 2009，第1029頁.
48. ↑  Mall & Roth.
49. ↑  USHMM 2009，第1046頁.
50. ↑  USHMM 2009，第1043頁.
51. ↑  USHMM 2009，第1083頁.
52. ↑  USHMM 2009，第1090頁.
53. ↑  USHMM 2009，第1096-7頁.
54. ↑  USHMM 2009，第1152頁.
55. ↑  USHMM 2009，第1159頁.
56. ↑  USHMM 2012，第1152頁.
57. ↑  USHMM 2009，第1208頁.
58. ↑  USHMM 2009，第1369頁.
59. ↑  USHMM 2009，第1388頁.
60. ↑  USHMM 2009，第1390頁.
61. ↑  USHMM 2009，第1397頁.
62. ↑  USHMM 2009，第1453頁.
63. ↑  USHMM 2009，第1459頁.
64. ↑  USHMM 2009，第1463頁.
65. ↑  USHMM 2009，第1471頁.
66. ↑  USHMM 2009，第1477頁.
67. ↑  USHMM 2009，第1479頁.

### 書目
- . Auschwitz-Birkenau Memorial and Museum.   [14 September 2018]. （原始内容存档于2022-10-03） （英语）.
- . Auschwitz Study Group.   [14 September 2018]. （原始内容存档于2018-09-15） （英国英语）.
- Blatman, Daniel. . Harvard University Press. 2011. ISBN 9780674059191 （英语）.
- Langbein, Hermann. . 由Zohn, Harry翻译. Chapel Hill: University of North Carolina Press in connection with the United States Holocaust Memorial Museum. 2005 [First published in German in 1972]  [2023-01-24]. ISBN 978-0-8078-6363-3. （原始内容存档于2023-01-14） （英语）.
- Mall, Volker; Roth, Harald. . Alemannia Judaica: Arbeitsgemeinschaft für die Erforschung der Geschichte der Juden im süddeutschen und angrenzenden Raum. 由Baumann, Christof翻译.   [14 September 2018]. （原始内容存档于2022-07-09） （英语）.
- [The SS]. Mauthausen Memorial.   [14 September 2018]. （原始内容存档于2023-01-24） （德语）.
- Rawson, Andrew. . Pen and Sword. 2015. ISBN 9781473827981 （英语）.
- Skriebeleit, Jörg. Benz, Wolfgang; Distel, Barbara , 编.  [Flossenbürg: Flossenbürg Concentration Camp and its Subcamps]. Munich: C. H. Beck. 2007: 169–175. ISBN 9783406562297 （德语）.
- USHMM. Geoffrey P., Megargee , 编.  1. United States Holocaust Memorial Museum. 2009. ISBN 978-0-253-35328-3 （英语）.
- USHMM. Geoffrey P., Megargee; Dean, Martin , 编.  2. United States Holocaust Memorial Museum. 2012. ISBN 978-0-253-00202-0 （英语）.
- Uziel, Daniel. . Jefferson: McFarland. 2011. ISBN 9780786488797 （英语）.

## 外部連結
- Encyclopedia of Camps and Ghettos, 1933–1945 （页面存档备份，存于）（有美國大屠殺紀念博物館的免費下載內容）